# Nakheel Tower
Nakheel Tower (även kallad Al Burj) var en planerad skyskrapa i Dubai, Förenade Arabemiraten. Den var tänkt att bli den första byggnaden att nå mer än en kilometer över markytan, men byggprojektet ställdes in 2009 och skyskrapan kommer inte att byggas. 
Nakheel Tower skulle bli en del av en helt ny stadsdel kallad Nakheel Harbour som var tänkt att ligga söder om Dubai Marina och Jumeriah Lake Towers längs Sheik Zayed Road. Nakheel Tower kallades ursprungligen Al Burj och ryktades bli mellan 1 050 och 1 200 meter hög och ha 228 våningar. 
Den 22 januari 2008 påbörjade det franska företaget Soletanche Bachy byggandet av grunden till Al Burj. Den 5 oktober 2008 offentliggjorde Nakheel designen vid utställningen Cityscape Dubai 2008.

## Historia
Dubais två största byggentreprenörer Emaar och Nakheel vill båda bygga världens högsta skyskrapa. År 2003 visade Emaar sina planer på Burj Dubai, då 700 meter hög ungefär. År 2004 visades Nakheels svar, en 750 meter hög skyskrapa på deras första palmö Palm Jumeirah kallad The Pinnacle.
År 2005 lades grunden för Burj Dubai (sedermera Burj Khalifa) medan Palm Jumirahs infrastruktur byggdes. 2005 släpptes bilder på Nakheels framtida projekt Dubai Waterfront och på bilderna fanns en byggnad som såg ut precis som The Pinnacle fast med en höjd på över 800 meter. The Pinnacle togs bort från Palm Jumirah-modellen och ersattes sedan av Trump International Hotel & Tower. Vid omlokaliseringen byttes också namnet till Al Burj och kom också att kallas Tall Tower Project.
Källor uppgav att skyskrapan skulle bli 1 200 meter hög, men senare angavs också 1 050 meter till toppen av spiran och 850 meter till högsta våning 228. Men planerna på världens största flygplats Al Maktoum International Airport precis sydöst om Dubai Waterfront gjorde att Nakheel flyttade Al Burj igen. I Dubai Cityscape-utställningen 2007 fanns inte Al Burj med i deras modell av Dubai Waterfront. 
Den 2 november 2007 togs bilder av Imre Solt på platsen där Al Burj var tänkt att byggas. Nya platsen är bredvid Jumeirah Lake Towers. Men kapplöpningen om Dubais WTB (world's tallest building) har redan vunnits av Emaar, Burj Khalifa (ursprungligen Burj Dubai) som blev världens högsta skyskrapa i januari 2010 och är 828 meter hög med 162 våningar. En annan projekterad skyskrapa i Dubai, den högsta av Atrium city towers som börjat byggas och liksom Al Burj senrelagts kan dock bli 850 meter högt och slå Burj Dubai vilket sätter ännu mer press på Nakheel att lyckas bygga högre än en kilometer.
Den 22 januari 2008 påbörjade det franska företaget Soletanche Bachy byggandet av grunden till Al Burj. Den 5 oktober 2008 offentliggjorde Nakheel designen vid utställningen Cityscape Dubai 2008. Projektet bytte därmed namn till Nakheel Tower.

### Byggandet inställt
Den 14 januari 2009 meddelade byggherren Nakheel att byggstarten skjuts upp på grund av den internationella finanskrisen.
I december 2009 ställdes hela byggprojektet in.